# آلبا فلورس
آلبا گونسالِس بیّا (اسپانیایی: Alba González Villa‎؛ زادهٔ ۲۷ اکتبر ۱۹۸۶) مشهور به آلبا فلورس، بازیگر کولی‌تبار اهل اسپانیا است. وی از سال ۲۰۰۳ میلادی تاکنون مشغول فعالیت بوده و بیشتر به خاطر ایفای نقش سارای وارگاس در مجموعهٔ تلویزیونی رو در رو و همچنین بازی در نایروبی در مجموعهٔ تلویزیونی خانه کاغذی شناخته می‌شود.
آلبا فلورس تنها دختر آهنگساز و نوازنده گیتار آنتونیو فلورس و آنا بیّا، تهیه‌کننده تئاتر است. خانواده‌اش شامل هنرمندان، نوازندگان و بازیگران رومانیایی است: او نوه لولا فلورس، معروف به «لا فارائونا» (فرعون) است، برادرزادهٔ خوانندگان لولیتا فلورس و روساریو فلورس و دخترعمهٔ بازیگر اسپانیایی النا فوریاسه است. پدربزرگ پدری‌اش، آنتونیو گونسالِس که به «ال پسکاییلا» معروف بود، همچنین خواننده و گیتاریست اسپانیایی بود و به عنوان یکی از بنیان‌گذاران رومبای کاتالان شناخته می‌شود.
آلبا از سن سیزده سالگی در رشته تفسیر درام تحصیل کرده و آموزش‌های ثانویه‌ای در زمینه اجرای پیانو دیده است. در دوران کوتاه حرفه‌ای خود در صحنه، در چندین نقش ظاهر شد، از جمله در فیلم ماه عسل در هیروشیما (۲۰۰۵) و نسخهٔ کولیان رؤیای شب نیمه تابستان (۲۰۰۷).
از فیلم‌ها یا مجموعه‌های تلویزیونی که وی در آن‌ها نقش داشته است، می‌توان به رو در رو، خانواده مقدس، رو در رو: اوئاسیس، بگو چطور شد و خانه کاغذی اشاره نمود.
وی در سال ۲۰۱۵ بابت نقش‌آفرینی در مجموعهٔ رو در رو برندهٔ جایزه انداس بهترین بازیگر زن شد. وی همچنین در سال ۲۰۱۹ بابت هنرنمایی در نمایشنامهٔ استثنا و قاعده، نامزد دریافت جایزهٔ فوتوگراماس سیمین بهترین بازیگر زن تئاتر شد.